# Casas de Benítez
Casas de Benítez település Spanyolországban, Cuenca tartományban. Casas de Benítez Pozoamargo, Casas de Guijarro, Sisante, Villalgordo del Júcar, Tarazona de la Mancha, Fuensanta, La Roda és Alarcón községekkel határos. Lakosainak száma 834 fő (2024).

## Népesség
A település népessége az utóbbi években az alábbiak szerint változott:
| Lakosok száma | 1100 | 1079 | 1100 | 1052 | 1034 | 940  | 883  | 852  | 816  | 834  |
|               | 2001 | 2004 | 2006 | 2009 | 2011 | 2014 | 2016 | 2019 | 2021 | 2024 |